# 黑翅拟蜡嘴雀
黑翅拟蜡嘴雀（学名：Mycerobas affinis）为雀科拟蜡嘴雀属的鸟类。分布于克什米尔、印度、尼泊尔、锡金、缅甸以及中国大陆的甘肃、四川、云南、西藏等地，多生活于高山鸟类以及栖息于松杉林、针阔混交林和槭栎林中。该物种的模式产地在喜马拉雅山脉东部。